# Corethrella
Corethrella — рід двокрилих комах, єдиний у родині Corethrellidae. Включає 115 сучасних видів та 10 десять викопних.

## Будова
Дрібні сірі, коричневі або чорні комарі. Тіло завдовжки 1,3-2,5 мм. Хоботок значно коротший загальної довжини голови і грудей. Очі в обох статей розділені лобовою смужкою. Прості очі відсутні. Вусики зі збільшеним педіцелем (другим члеником), а флагеллум поділений на 13 члеників. Щупики зігнуті, складаються з п'яти сегментів. Налічник невеликий, майже позбавлений волосків. Голова, ноги і жилки на крилі покриті волосками, тоді як у комарів вони покриті лусочками. Лусочки у Corethrella є тільки на задньому краї крила. Черевце з 7 прегенітальними сегментами. У самиць Corethrella тільки одна сперматека, тоді як у Chaoboridae їх три.

### Личинки
Тіло личинок безбарвне або коричневе. Голова чорного кольору. З боків голови розташовані ряди щетинок. Вусики хапального типу розташовані на великих виступах. Груди поперечно-овальні, покриті щетинками. Черевце утворено дев'ятьма сегментами. Дихальця розташовані на восьмому сегменті.

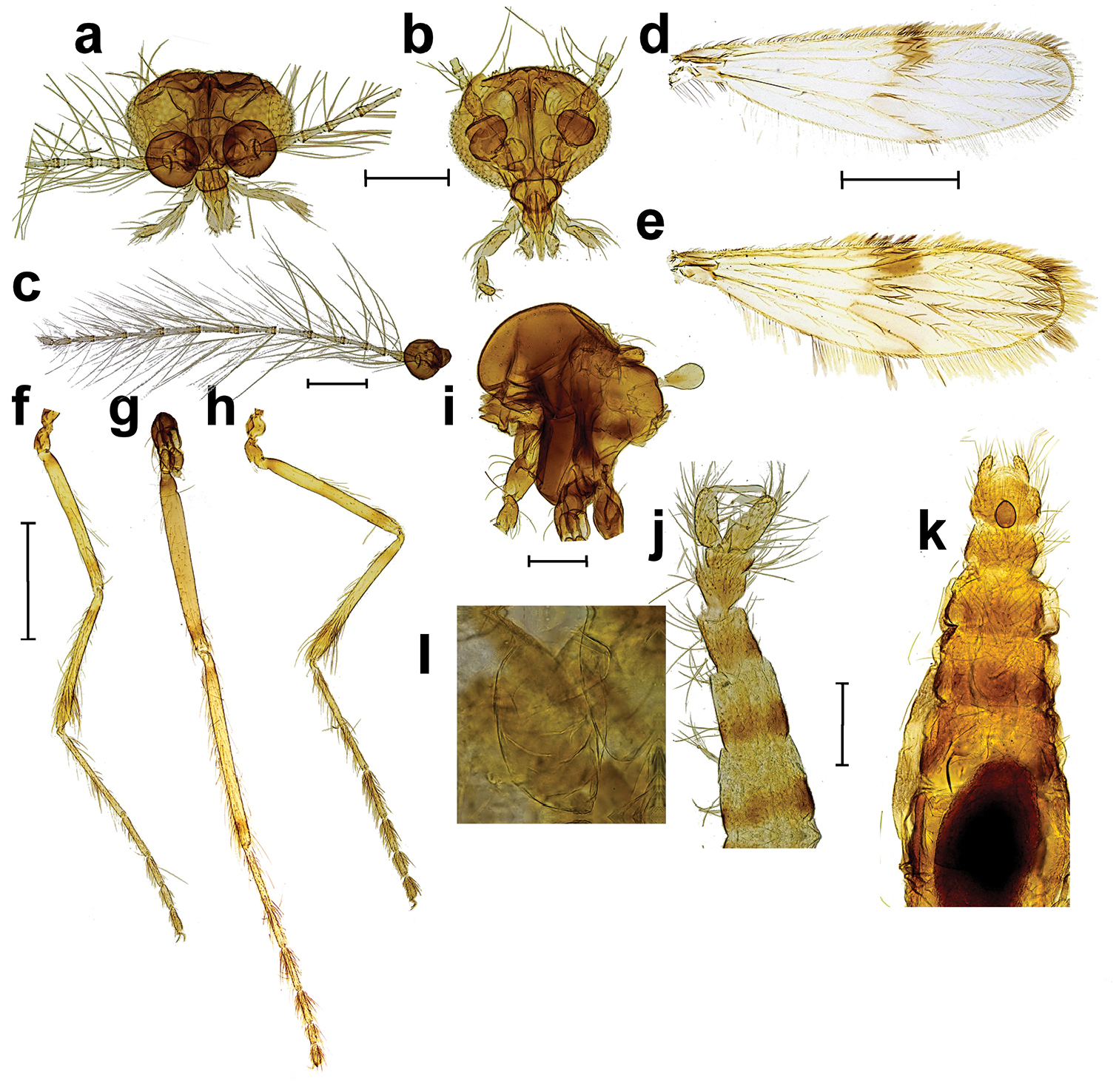
Морфологія Corethrella oppositophila
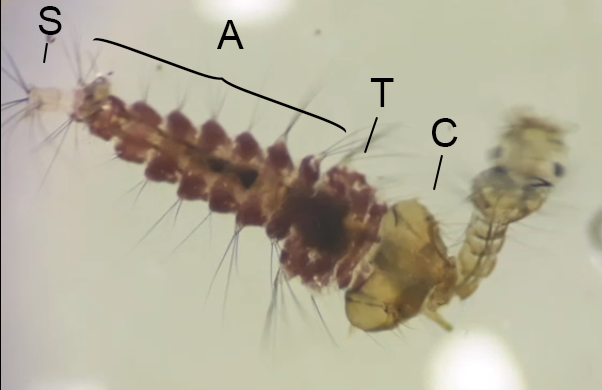
Личинка
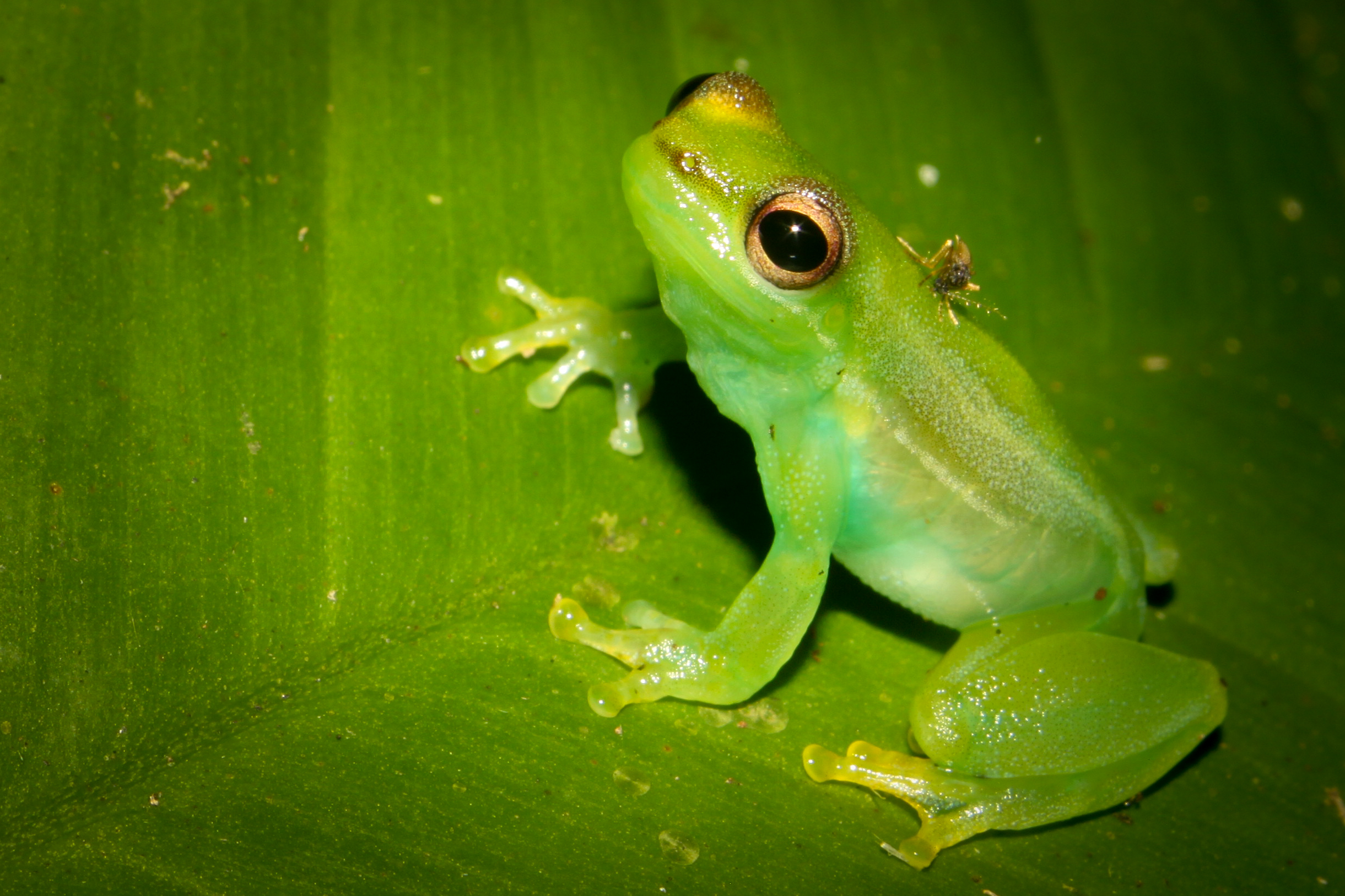
Corethrella кусає Sphaenorhynchus pauloalvini

## Живлення
Самці живляться нектаром і паддю. Самиці харчуються кров'ю жаб. Жертву вони знаходять, орієнтуючись за звуковим шлюбним сигналом жаб. Вид Corethrella wirthi, крім звуків земноводних приваблює ще й стрекотіння ведмедок. Декілька австралійських видів зі скороченими мандибулами не є кровососами. Комарі служать переносниками трипаносомозів жаб.

## Розмноження та розвиток
У період розмноження відбувається роїння самців. Розмір рою може досягати 800 особин. Інтенсивність роїння збільшується зі зменшенням освітленості, досягаючи максимуму при 2 люксах. Припускають, що пошук партнера у Corethrellidae відбувається за допомогою специфічних звуків. Самки знаходять рій і спаровуються з самцями в позиції черевце до черевця. Деяким видам (наприклад Corethrella appendiculata) не потрібно для першої кладки прийом крові, і вони відкладають яйця на наступний день після вилуплення з лялечки. Інші види (Corethrella wirthi і Corethrella brakeleyi) утворюють кладки на 3-5 день після кровососания. Яйця забезпечені поплавками і відкладаються поодинці. У кровосисних видів яйця вилуплюються вже на 2-4 день, а у автогенних ембріональний розвиток може затягнуться до шести днів. Період личиночного розвитку при температурі 25-27 °C триває від 11 до 37 днів. Личинки живуть в мілководних водоймах, а також у пазухах листків епіфітних рослин, в старих бамбукових стеблах, дуплах дерев. У личинковому розвитку виділяють чотири вікових стадії, які визначаються настанням линьки. Личинки живляться остракодами, личинками мокреців, дзвінцями і комарями. В умовах нестачі їжі спостерігається канібалізм. Стадія лялечки займає 3-8 дні.

## Види
- Corethrella aereus Wang & Yu, 2015
- Corethrella alba Borkent, 2008
- Corethrella albicoxa Borkent, 2008
- Corethrella alticola Lane, 1939
- Corethrella amabilis Borkent, 2008
- Corethrella amazonica Lane, 1939
- Corethrella ananacola Dyar, 1926
- Corethrella anniae Borkent, 2008
- Corethrella appendiculata Grabham, 1906
- Corethrella aridicola Borkent, 2008
- Corethrella atricornis Borkent, 2008
- Corethrella aurita Borkent, 2008
- Corethrella badia Borkent, 2008
- Corethrella belkini Borkent, 2008
- Corethrella bicincta Borkent, Grafe & Miyagi, 2012
- Corethrella bicolor Borkent, 2008
- Corethrella bipigmenta Borkent & Grafe, 2012
- Corethrella blanda Dyar, 1928
- Corethrella blandafemur Borkent, 2008
- Corethrella blantoni Borkent, 2008
- Corethrella borkenti Amaral, Pinho, 2015
- Corethrella brakeleyi (Coquillett, 1902)
- Corethrella brandiae Borkent, 2008
- Corethrella brevivena Borkent, 2008
- Corethrella briannae Borkent, 2008
- Corethrella brunnea Borkent, 2012
- Corethrella buettikeri Cranston, 1980
- Corethrella calathicola Edwards, 1930
- Corethrella cambirela Amaral, Mariano & Pinho, 2019
- Corethrella canningsi Borkent, 2008
- Corethrella carariensis Borkent, 2008
- Corethrella cardosoi Lane, 1942
- Corethrella caribbeana Borkent, 2008
- Corethrella collessi Borkent, 2008
- Corethrella colombiana Borkent, 2008
- Corethrella condita Borkent, 2008
- Corethrella contraria Borkent, 2008
- Corethrella curta Borkent, 2008
- Corethrella davisi Shannon & Del Ponte, 1928
- Corethrella dehuai Wang & Yu, 2015
- Corethrella dicosimoae Borkent, 2008
- Corethrella douglasi Borkent, 2008
- Corethrella drakensbergensis Borkent, 2008
- Corethrella edwardsi Lane, 1942
- Corethrella evenhuisi Borkent, 2008
- Corethrella feipengi Yu, Huang & Zhang, 2013
- Corethrella flavitibia Lane, 1939
- Corethrella fulva Lane, 1939
- Corethrella fuscipalpis Borkent, 2008
- Corethrella fusciradialis Borkent, 2008
- Corethrella gilva Borkent & Grafe, 2012
- Corethrella globosa Borkent, 2008
- Corethrella gloma Borkent, 2008
- Corethrella grandipalpis Borkent, 2008
- Corethrella guadeloupensis Borkent, 2008
- Corethrella harrisoni Freeman, 1962
- Corethrella hirta Borkent, 2008
- Corethrella hispaniolensis Borkent, 2008
- Corethrella inca Lane, 1939
- Corethrella incompta Borkent, 2008
- Corethrella inepta Annandale, 1911
- Corethrella infuscata Lane, 1939
- Corethrella inornata Borkent, 2008
- Corethrella jenningsi Lane, 1942
- Corethrella kerrvillensis (Stone, 1965)
- Corethrella lepida Borkent, 2008
- Corethrella librata Belkin, Heinemann & Page, 1970
- Corethrella longituba Belkin, Heinemann & Page, 1970
- Corethrella lopesi Lane, 1942
- Corethrella lutea Borkent & Grafe, 2012
- Corethrella manaosensis (Lane & Cerqueira, 1958)
- Corethrella marksae Colless, 1986
- Corethrella mckeeveri Colless, 1994
- Corethrella melanica Lane & Aitken, 1956
- Corethrella mitra Borkent & Grafe, 2012
- Corethrella munteantaroku Amaral, Mariano & Pinho, 2019
- Corethrella nanoantennalis Borkent & Grafe, 2012
- Corethrella nippon Miyagi, 1980
- Corethrella oppositophila Kvifte & Bernal, 2018
- Corethrella orthicola Borkent, 2008
- Corethrella pallida Lane, 1942
- Corethrella pallidula Bugledich, 1999
- Corethrella pallitarsis Edwards, 1930
- Corethrella pauciseta Borkent, 2008
- Corethrella peruviana Lane, 1939
- Corethrella picticollis Edwards, 1930
- Corethrella pillosa Lane, 1939
- Corethrella procera Borkent, 2008
- Corethrella puella Shannon & Ponte, 1928
- Corethrella quadrivittata Shannon & Ponte, 1928
- Corethrella ramentum Borkent, 2008
- Corethrella ranapungens Borkent, 2008
- Corethrella redacta Borkent, 2008
- Corethrella remiantennalis Borkent, 2008
- Corethrella rotunda Borkent, 2008
- Corethrella selvicola Lane, 1939
- Corethrella solomonis Belkin, 1962
- Corethrella squamifemora Borkent, 2008
- Corethrella tarsata Lane, 1942
- Corethrella tigrina Borkent & Grafe, 2012
- Corethrella towadensis Okada & Hara, 1962
- Corethrella travassosi Lane, 1942
- Corethrella truncata Borkent, 2008
- Corethrella ugandensis Borkent, 2008
- Corethrella unisetosa Borkent, 2008
- Corethrella unizona Borkent & Grafe, 2012
- Corethrella urumense Miyagi, 1980
- Corethrella varia Borkent, 2008
- Corethrella vittata Lane, 1939
- Corethrella whartoni Vargas, 1952
- Corethrella wirthi Stone, 1968
- Corethrella xokleng Amaral, Mariano & Pinho, 2019
- Corethrella yanomami Amaral, Mariano & Pinho, 2019
- Corethrella yucuman Caldart & Pinho, 2016
- Corethrella novaezealandiae Tonnoir, 1927
- Corethrella barrettoi Lane, 1942
- Corethrella japonica (Komyo, 1954)
- Corethrella maculata Lane, 1939
- Corethrella shannoni Lane, 1939
- Corethrella stonei Lane, 1942
- Corethrella striata Lane, 1942
- Corethrella whitmani Lane, 1942

Викопні види
- Corethrella andersoni Poinar & Szadziewski, 2007
- Corethrella baltica Borkent, 2008
- Corethrella dominicana Borkent, 2008
- Corethrella miocaenica Szadziewski, Krzeminski and Kutscher, 1994
- Corethrella nudistyla Borkent and Szadziewski, 1992
- Corethrella patula Baranov & Kvifte, 2019
- Corethrella prisca Borkent & Szadziewski, 1992
- Corethrella rovnoensis Baranov & Kvifte, 2016
- Corethrella sontagae Baranov & Kvifte, 2016
- Corethrella  cretacea Szadziewski, 1995